# San Juan del Cesar
San Juan del Cesar é um município da Colômbia, localizado no departamento de Guajira.